# Franz Böhme
Franz Friedrich Böhme (Zeltweg, 15 april 1885 – Neurenberg, 29 mei 1947) was een Oostenrijkse legerofficier. Hij speelde in de Tweede Wereldoorlog een belangrijke rol als generaal in de Duitse Wehrmacht. Hij is vooral bekend geworden om de oorlogsmisdaden die hij beging op de Balkan.

## Levensloop
Böhme verloor zijn vader toen hij zeventien jaar oud was, twee jaar later overleed zijn moeder. Hij meldde zich aan bij het leger en begon aan een gestage mars door de rangen. In de eerste twee jaar van de Eerste Wereldoorlog, van 1914 tot 1916, was hij gelegerd in Galicië. Van 1916 tot 1917 verbleef hij in Wolynië, Koerland en Daugavpils. Aan het einde van 1917 was Böhme te vinden aan het Isonzofront. Tijdens de oorlog werd hij onderscheiden met het Karel-Troepen-Kruis en het IJzeren Kruis 1914 (tweede klasse).
Na de oorlog maakte hij verder carrière in het Oostenrijkse leger, het bundesheer. In februari 1938 volgde hij veldmaarschalk Alfred Jansa op als stafchef van het leger. Na de Anschluss van Oostenrijk bij Duitsland in november 1939 hield het Oostenrijkse leger op te bestaan Böhme maakte de overstap naar de Wehrmacht. Als generaal gaf hij leiding aan de 32e infanteriedivisie tijdens de inval in Polen in september 1939 en de verovering van Frankrijk in juni 1940.
Böhme werd in november 1940 benoemd als hoofd van het 18e Legerkorps, dat in februari 1941 tijdens de Balkanveldtocht werd ingezet. Van 16 september tot 2 december 1941 werd Böhme door Adolf Hitler aangewezen als generaal met alle volmachten. Hitler gaf hem de opdracht "in het gehele gebied naar eigen inzicht met de scherpste middelen de orde te herstellen". Böhme voerde vervolgens de regel in dat voor elke gedode Duitse soldaat honderd Serven  moesten worden doodgeschoten en voor elke gewonde soldaat vijftig Serven. De personen die daar als eerste voor in aanmerking kwamen waren joden, zigeuners en communisten. In de steden Kraljevo en Kragujevac werd in oktober 1941 na gevechten met partizanen in opdracht van Böhme de gehele bevolking uitgemoord, wat leidde tot minimaal vierduizend doden. Eind december 1941 waren er in heel Servië 160 Duitsers gedood en 278 gewond geraakt. Aan de Servische kant waren volgens het officiële dodental 3562 partizanen gedood. Het aantal burgerslachtoffers lag tussen de twintig- en dertigduizend.
Het 18e Bergkorps werd in mei 1942 naar Lapland gestuurd. Böhme werd in december 1943 teruggeroepen. Na een korte tijd als stadscommandant in Salzburg werd hij aan het hoofd gesteld van het 2e Pantserleger op de Balkan. Na een paar weken raakte hij bij een vliegtuigongeluk gewond en vertrok weer. Na zijn herstel werd hij benoemd tot opperbevelhebber van strijdkrachten in Noorwegen.
Na de Duitse overgave werd Böhme door de Britten krijgsgevangen gemaakt. Zij hielden hem aanvankelijk vast in het zuiden van Wales. Böhme werd in 1947 voor berechting overgebracht naar Neurenberg waar hij als onderdeel van de Processen van Neurenberg zou worden berecht. Zijn zaak werd behandeld in het zevende vervolgproces waarin meerdere generaals die in zuidoost-Europa actief waren geweest werden berecht. Böhme wachtte het eindoordeel niet af. Voordat zijn zaak ten einde liep sprong hij van de vierde verdieping van de gevangenis en verloor zo het leven.

## Persoonlijk
Böhme trouwde in 1929 met Romana Maria Hüller von Hüllenried, de dochter van generaal Karl Rudolf Hüller von Hüllenried.

## Militaire carrière
Heer
- Naamswijziging General der Gebirgstruppe: 23 maart 1944[3] (RDA vanaf 1 augustus 1940)[2]
- General der Infanterie: 1 augustus 1940[2][3]
- Generalleutnant: 1 juni 1939[2][3]
- Generalmajor: 25 juli 1938[3] (RDA vanaf 1 april 1938), (RDA later veranderd in 1 april 1938)[2]

Bundesheer
- Generalmajor: 24 december 1935[2][3]
- Oberst: 25 september 1929 (effectief vanaf 1 oktober 1929)[2][3]
- Oberstleutnant: 30 december 1926[2][3]
- Titulair Oberstleutnant: 8 juli 1921 (effectief vanaf 1 januari 1921)[2][3]
- Titulair Major: 1 juli 1920[2][3]

Oostenrijks-Hongaars leger
- Hauptmann: 1 mei 1915[2][3]
- Oberleutnant: 1 november 1911[2][3]
- Leutnant: 1 november 1905[2][3]
- Fähnrich: 14 augustus 1904[2][3]
- Kadett-Offiziersstellvertreter: 18 augustus 1904[2][3]

## Onderscheidingen
Selectie:
- Ridderkruis van het IJzeren Kruis (nr.68) op 29 juni 1940 als Generalleutnant en Commandant van de 32e infanteriedivisie[2][3][4]
- Duitse Kruis in goud (524/4) op 10 februari 1944 als General der Infanterie en Kommandierender General van het 18e Legerkorps[2][3][4]
- IJzeren Kruis 1914, 1e Klasse (12 juni 1917[2][3][4]) en 2e Klasse (1916[2][3][4])
- Herhalingsgesp bij IJzeren Kruis 1939, 1e Klasse (25 september 1939[2][3][4]) en 2e Klasse (12 september 1939[2][3][4])
- Karel-Troepen-Kruis[2][3]
- Orde van de IJzeren Kroon (Oostenrijk), 3e Klasse met Oorlogsdecoratie en Zwaarden[2][3]
- Kruis voor Militaire Verdienste (Oostenrijk-Hongarije) met Oorlogsdecoratie en Zwaarden (2x)[2][3]
- Signum Laudis in zilver en brons met Zwaarden[2][3]
- Militaire Orde van Verdienste (Bulgarije), 1e Klasse met Oorlogsdecoratie op 8 augustus 1941[2][3]
- Grootofficier in de Orde van de Italiaanse Kroon op 21 januari 1938[2][3]
- Herinneringsmedaille voor Deelnemers aan de Wereldoorlog (Oostenrijk) met Zwaarden op 19 juni 1933[2][3]